# Aurora (Illinois)
Aurora ist eine Stadt in Illinois. Bei der Volkszählung im Jahr 2020 ergab sich eine Einwohnerzahl von 180.542; damit ist Aurora nach Chicago die zweitgrößte Stadt in Illinois, knapp vor Rockford. Etwa 110.000 der Einwohner leben in Kane County, etwa 42.000 in DuPage County, während nur ein paar Tausend jeweils Will und Kendall County bewohnen. Die Stadt, die zur Metropolregion Chicago gehört, verwendet auch den Beinamen „Stadt der Lichter“, weil sie eine der ersten Kommunen war, die ganz auf elektrische Straßenbeleuchtung umstellte (im Jahre 1881; der Beiname kam erst 1908 in Gebrauch).

## Geografie
Aurora befindet sich bei 41°45'36" Nord, 88°17'55" West (41,759879, −88,298482). Gemäß Angaben des United States Census Bureau hat die Stadt eine Gesamtfläche von 102,1 km².
Obwohl die Stadt üblicherweise Kane County zugeordnet wird (der Ortskern ist in der Tat gänzlich in diesem County), ist Aurora eine von nur zwei Städten in Illinois, die Gebiete in vier Countys gleichzeitig hat: Kane, Kendall County, Will County und DuPage County.
Die Stadt ist Endhaltestelle einer Metra (Metropolitan Transit Authority) Linie, die auf Gleisen der BNSF Railway Pendlerverkehr nach Chicago bietet.

## Demographie
Bei der Volkszählung im Jahr 2000 ergab sich eine Bevölkerungsdichte von 1433 pro km². Es wurden 48.797 Haushalte gezählt mit einer mittleren Dichte von 489 je km².

## Trivia
Aurora ist Schauplatz der Wayne's-World-Filme sowie der gleichnamigen Sketche aus der Serie Saturday Night Live um die Figuren Wayne Campbell und Garth Algar (gespielt von Mike Myers und Dana Carvey). Die Filme wurden jedoch überwiegend in Kalifornien gedreht.
Die Stadt wird außerdem in einem Lied des Alkaline Trios erwähnt.

## Einwohnerentwicklung
| Jahr | Einwohner¹ |
| ---- | ---------- |
| 1980 | 81.293     |
| 1990 | 99.581     |
| 2000 | 143.002    |
| 2010 | 197.952    |
| 2020 | 180.542    |

¹ 1980–2020: Volkszählungsergebnisse des US Census Bureau

## Söhne und Töchter der Stadt
- Charles Henry Dietrich (1853–1924), Politiker und Gouverneur von Nebraska
- Arthur Fickenscher (1871–1954), Komponist
- Vernon Louis Parrington (1871–1929), Literaturwissenschaftler und Historiker
- Caroline Galt (1875–1937), Klassische Archäologin
- Dion O’Banion (1892–1924), Gang-Anführer und Rivale von Al Capone
- Chick Hearn (1916–2002), Sportreporter
- Clive Cussler (1931–2020), Schriftsteller
- James Franklin Collins (* 1939), Diplomat
- Phillip Johnson (1940–2019), Autor und Professor der Rechtswissenschaften
- Dennis Hastert (* 1942), Politiker, ehemaliges Mitglied im US-Repräsentantenhaus
- Tom Skilling (* 1952), Meteorologe für Chicago Tribune und WGN-TV
- Jo Harshbarger (* 1956), Schwimmerin
- Daniel P. Bolger (* 1957), Generalleutnant der United States Army
- Eileen A. Lacey (* 1961), Mammalogin und Verhaltensökologin
- Paul Scheuring (* 1968), Drehbuchautor, Filmregisseur und Executive Producer
- Jason Forrestal (* 1969), Basketballspieler
- Hayden Rolence (* 2004), Schauspieler